# Градиленко, Дмитрий Витальевич
Дми́трий Вита́льевич Градиле́нко (род. 11 августа 1969, Москва) — советский и российский футболист, защитник, мастер спорта, позднее — российский футбольный агент, телекомментатор и функционер.

## Карьера
Воспитанник СДЮШОР ЦСКА Москва. Начинал футбольную карьеру в московских клубах «Красная Пресня», ЦСКА и «Спартак».
В высшей лиге России выступал за команды «Спартак», «Лада», ЦСКА, «Ростсельмаш», «Торпедо», «Жемчужина» и нижегородский «Локомотив», в котором был капитаном.
Дебютировал в высшей лиге России 21 марта 1993 года в домашнем матче московского «Спартака» против «Спартака» из Владикавказа, заменив на 64-й минуте Рамиза Мамедова. Сыграл 11 матчей в Кубке СССР, 9 матчей в Кубке России и 7 матчей в еврокубках.
После завершения карьеры игрока работал футбольным агентом и комментатором на телеканале «Спорт», впоследствии — «Россия-2». Комментировал трансляции Чемпионатов мира и Европы 2004, 2006, 2008, 2010 и 2012 годов. В 2010—2011 годах находился на должности спортивного директора брянского «Динамо». С сентября 2012 по август 2015 года занимал пост спортивного директора в футбольном клубе «Зенит» (Пенза).
1 декабря 2018 года стал генеральным директором клуба «Урожай». Но по данным сайта ПФЛ генеральным директором в «Урожае» значился Иван Хатылев.
В июне 2019 года отстранён от футбола (запрет вести любую деятельность, связанную с футболом) сроком на один год.
В сентябре 2020 года журналист издания «Спорт-Экспресс» Максим Алланазаров сообщил, что Градиленко работает в службе такси.
В 2022 году стал главным тренером медиафутбольного клуба GOATS. В конце июня 2023 года покинул команду.

## Достижения
- Чемпион России — 1993[17]
- Чемпион СССР — 1989[18]
- Победитель первой лиги СССР — 1989
- Победитель зонального турнира второй лиги СССР — 1986 (1 зона)
- Победитель зонального турнира второй лиги России — 1992 (3 зона)
- Обладатель Кубка чемпионов Содружества: 1993 (1 игра)